# Габрје при Сотески
Габрје при Сотески (словен. Gabrje pri Soteski) је насељено место у општини Долењске Топлице, регија Југоисточна Словенија, Словенија.

## Историја
До територијалне реорганизације у Словенији било је у саставу старе општине Ново Место.

## Становништво
У попису становништва из 2011. године, Габрје при Сотески је имало 31 становника.
| Број становника према пописима | Број становника према пописима | Број становника према пописима |
| ------------------------------ | ------------------------------ | ------------------------------ |
| 1991                           | 2002                           | 2011                           |
| 31                             | 37                             | 31                             |

Напомена: До 1953. исказивано под именом Габрје.